# Шёнберг, Клод-Мишель
Шёнберг, Клод-Мишель (фр. Claude-Michel Schönberg; род. 6 июля 1944, в городе Ван) — французский продюсер, актёр, певец, автор песен и музыки к мюзиклам, наиболее известные из которых созданы в соавторстве с либреттистом Аленом Бублилем. Основными являются Французская революция (1973), Отверженные (1980), Мисс Сайгон (1989), Мартен Гэрр (1996), Королева пиратов (2006), and Маргарита (2008).

## Личная жизнь
Шёнберг родился в городе городе Ван (Франция) в семье венгерских евреев. Его отец был органным мастером, а его мать настройщицей фортепиано. Ранее Шёнберг был женат на телеведущей Беатрис Шёнберг. В  2003 женился на английской балерине Шарлотте Тэлбот. Имеет сына и двух дочерей.

## Бродвейские постановки
- Королева пиратов: 5 апреля 2007 – 17 июня 2007
- Отверженные: 9 ноября 2006 – 6 января 2008
- Мисс Сайгон: 11 апреля 1991 – 28 января 2001
- Отверженные: 12 марта 1987 – 18 мая 2003[5]